# Corps des ingénieurs de l'armement

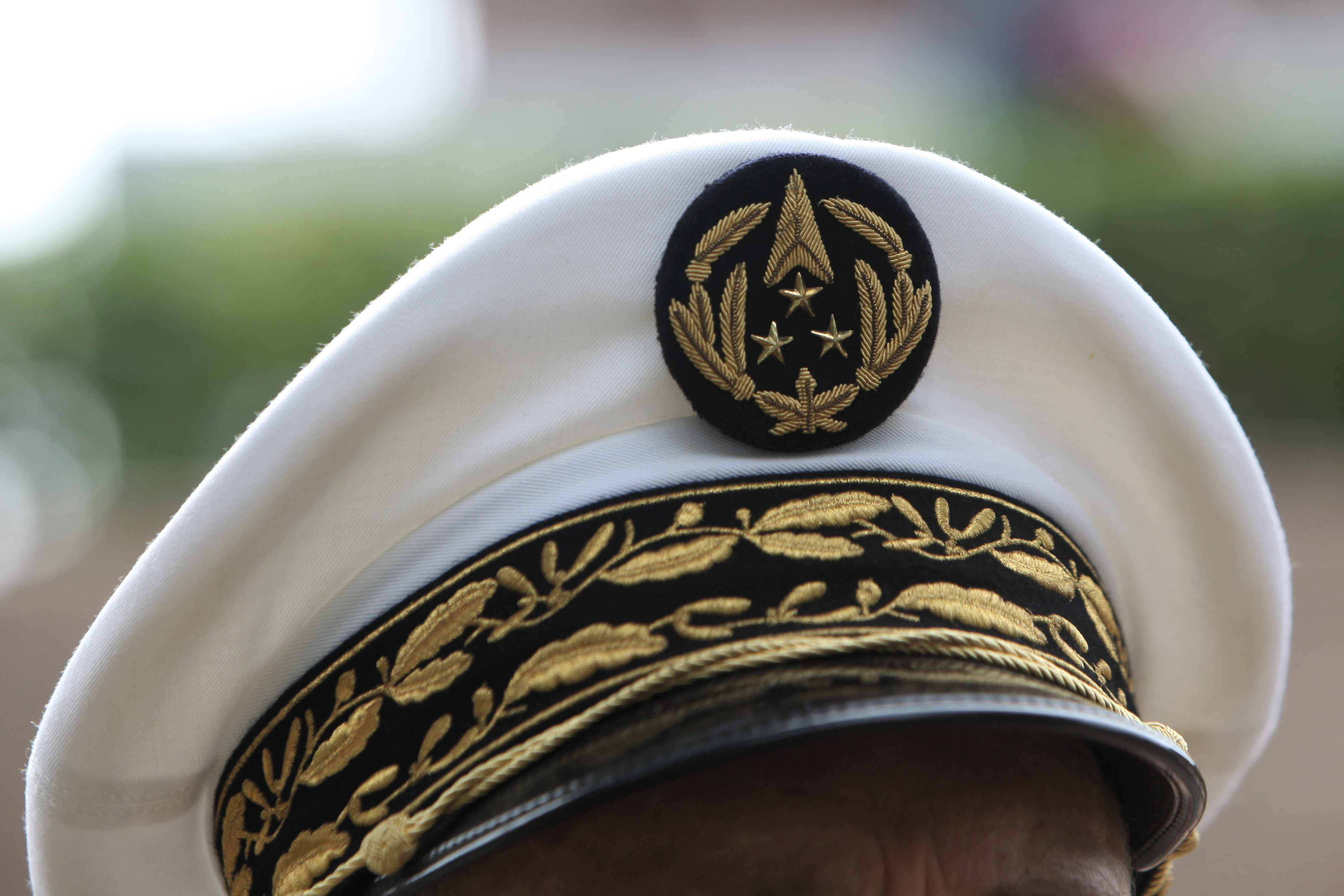
Casquette d'ingénieur général de première classe.

Les ingénieurs de l'armement sont des hauts fonctionnaires qui constituent l'un des quatre grands corps techniques de l'État en France, le seul à statut militaire. Ils ont vocation à travailler dans tout l'écosystème de la défense, et peuvent plus généralement accomplir toute mission scientifique, technique, industrielle ou administrative, au sein de ministères français et d'organismes publics ou internationaux.
Si les ingénieurs de l'armement ont une vocation interministérielle, ils jouent un rôle clé à la direction générale de l'Armement, premier investisseur de l'État, et plus généralement au ministère des Armées. Dotés d'une expertise reconnue dans la direction des grands projets nationaux, ils pilotent en particulier la réalisation des grands systèmes de sécurité et de défense de la France, notamment au profit des forces armées, depuis la sphère internationale, étatique ou privée.

## Histoire
Le corps est issu de la fusion, le 1er janvier 1968, des anciens corps d'ingénieurs militaires :
- ingénieurs du génie maritime (1800) et de l'artillerie navale ;
- ingénieurs militaires de l'air ;
- ingénieurs militaires des poudres ;
- ingénieurs militaires des fabrications d'armement ;
- ingénieurs militaires des télécommunications.

En 1970, le corps des ingénieurs hydrographes a été également fusionné dans celui des ingénieurs de l'armement.
Depuis 1968, les ingénieurs de l'armement, très présents au sein de la direction générale de l'Armement et des grandes entreprises de défense françaises et européennes, ont largement contribué au développement de la dissuasion nucléaire française et de l'aéronautique civile et militaire.
Au sein de la haute fonction publique française, le corps des ingénieurs de l'armement est le seul grand corps de l'État ayant un statut militaire - les autres corps de niveau équivalent (ingénieurs des mines, ingénieurs des ponts, des eaux et des forêts, administrateurs de l'Insee, magistrats du Conseil d'Etat et de la Cour des Comptes, inspecteurs des finances, préfets) étant des corps de fonctionnaires civils.
Il s'agit également de l'un des quatre corps d'ingénieurs de l'État à statut militaire, avec ceux des ingénieurs des études et techniques de l'armement (IETA), des ingénieurs militaires d'infrastructure de la défense (IMI), et des ingénieurs des essences.

## Activités
Les ingénieurs de l'armement sont majoritairement en activité au sein de la direction générale de l'Armement mais également :
- à l'Elysée et dans les services du Premier ministre ;
- au cabinet du ministre des Armées[6] et dans les autres cabinets ministériels ;
- dans les services de renseignement (direction du Renseignement militaire[7], Direction générale de la sécurité extérieure, Direction générale de la sécurité intérieure[8]) ;
- dans l'Armée de terre, la Marine nationale ou l'Armée de l'air et de l'espace ;
- à la Direction générale des relations internationales et de la stratégie et en ambassade ;
- au Commissariat à l'énergie atomique et aux énergies alternatives (Direction des applications militaires) ;
- au Secrétariat général de la Défense et de la Sécurité nationale et à l'Agence nationale de la sécurité des systèmes d'information[9] ;
- au sein des ministères économiques et financiers (Agence des participations de l'État[10], Direction générale du Trésor[11], Direction générale des entreprises[12]).
- au sein du ministère de l'Europe et des affaires étrangères ;
- au sein du Ministère de l'Intérieur (France) ;
- au sein d'organisations internationales (Union européenne, ONU, OTAN, Organisation conjointe de coopération en matière d'armement, etc.)

De nombreux ingénieurs de l'armement choisissent également de rejoindre le secteur privé. Ils sont alors en position de détachement, en disponibilité, ou démissionnaires.

## Recrutement et formation

### Recrutement sur classement de sortie de l'École polytechnique
Les ingénieurs de l'armement sont recrutés principalement parmi les élèves français de l'École polytechnique (communément appelée « X »), sur classement de sortie, comme les membres des autres grands corps techniques de l'État.
Le décret no 2008-941 du 12 septembre 2008 portant statut particulier du corps militaire des ingénieurs de l'armement précise, par ailleurs, que la proportion d'ingénieurs issus de l'École polytechnique ne peut pas être inférieure à 67 %.
Les ingénieurs de l'armement issus de l'École polytechnique effectuent, après la fin de leur cursus à l’X, une formation professionnalisante dans un établissement ayant des liens avec la défense, comme l'ISAE-SUPAERO ou l'ENSTA Paris ou d'autres écoles et universités, françaises ou étrangères. Pour certains, cette formation peut prendre la forme d'une thèse de doctorat.

### Recrutement sur concours sur titres (ou concours externe)
Certains ingénieurs sont recrutés via un concours sur titres parmi les ingénieurs diplômés des écoles suivantes :
- CentraleSupélec
- École des Ponts ParisTech
- Mines ParisTech
- ENSTA Paris
- Télécom Paris
- ISAE-SUPAERO
- École polytechnique

Le concours est également ouvert aux élèves des Écoles normales supérieures de Paris, Paris-Saclay et Lyon, titulaires d'un master.
Le concours consiste en une pré-sélection sur dossier suivie d'une épreuve d'entretien d'une heure devant une commission. L'épreuve d'entretien porte essentiellement sur les connaissances générales dans le domaine de la défense, les motivations, le parcours et l'aptitude au management des candidats,.

### Recrutement sur concours interne
La direction générale de l'armement recrute également des ingénieurs de l'armement sur concours interne parmi les ingénieurs des études et techniques de l'armement (IETA) mais également parmi les ingénieurs civils du ministère de la défense : ingénieurs civils de la défense (ICD) et ingénieurs contractuels (ICT).

### Nombre d'ingénieurs de l'armement recrutés
Chaque année, un arrêté fixe le nombre de postes offerts au recrutement dans le corps des ingénieurs de l'armement.
| Année                                           | 2015 | 2016 | 2017 | 2018 | 2019, 2020, 2021, | 2022, | 2023 | 2024 | 2025 |
| ----------------------------------------------- | ---- | ---- | ---- | ---- | ----------------- | ----- | ---- | ---- | ---- |
| Classement de sortie de Polytechnique           | 18   | 18   | 18   | 20   | 22                | 23    | 26   | 26   | 26   |
| Concours externe                                | 1    | 1    | 2    | 4    | 4                 | 5     | 5    | 7    | 7    |
| Concours interne au grade d'ingénieur           | 2    | 2    | 2    | 2    | 3                 | 3     | 3    | 3    | 3    |
| Concours interne au grade d'ingénieur principal | 3    | 2    | 2    | 2    | 3                 | 3     | 4    | 3    | 3    |
| Concours interne au grade d'ingénieur en chef   | 1    | 0    | 0    | 0    | 0                 | 0     | 0    | 0    | 0    |

### Formation

Logo de l'Ecole Polytechnique

Les nouveaux ingénieurs de l'armement effectuent, avant leur prise de poste, une formation administrative et militaire. Il s'agit :
- de deux mois de conférences et de visites, organisées par la DGA et le Conseil général de l'armement avec le soutien de l'ENSTA Paris,
- de quatre mois de stage militaire et d'un temps de navigation à bord d'un bâtiment de la Marine nationale[28],
- d'un stage en préfecture,
- du tronc commun de formation de la haute fonction publique dispensé par l'Institut national du service public

## Grades et rémunération

### Grades
Les grades des ingénieurs de l'armement sont assimilés aux grades des officiers des armées, avec certains décalages au grade d'ingénieur principal. Néanmoins, eu égard à leurs compétences interministérielles et leurs liens avec l'industrie, ils exercent régulièrement sans porter d'uniforme.
| Fourreau d'épaule | Grade                                                            | Grade                                                            | Exemples d'emploi | Equivalent dans l'armée de terre | Contingentement pour l'année 2020 |
| ----------------- | ---------------------------------------------------------------- | ---------------------------------------------------------------- | --- | -------------------------------- | --------------------------------- |
|                   | Ingénieur général de classe exceptionnelle de l'Armement (IGCEA) | Ingénieur général de classe exceptionnelle de l'Armement (IGCEA) | Délégué général pour l'armement (ou son adjoint) Inspecteur général des armées - Armement Délégué interministériel | Général d'armée                  | 52                                |
|                   | Ingénieur général hors classe de l'Armement (IGHCA)              | Ingénieur général hors classe de l'Armement (IGHCA)              | Chef de l'inspection de l'armement Emplois de directeurs d'administration centrale : - à la DGA : directeur des opérations, directeur technique, directeur des ressources humaines, etc. - directeur central du Service Industriel de l'Aéronautique | Général de corps d'armée         | 52                                |
|                   | Ingénieur Général de l'Armement (IGA)                            | IGA de première classe                                           | Emplois de chefs de service et de directeurs d'unité de management (UM) de la direction des opérations | Général de division              | 52                                |
|                   | Ingénieur Général de l'Armement (IGA)                            | IGA de deuxième classe                                           | Directeur de DGA Essais en vol (et de certains autres centres de la direction technique) Emplois de sous-directeurs Responsable de Pôle de la direction technique                                                                                    | Général de brigade               | 67                                |
|                   | Ingénieur en Chef de l'Armement (ICA)                            | Après deux ans de grade                                          | Directeur d'un programme d'armement Directeur-adjoint d'unité de management Responsable de Pôle de la direction technique | Colonel                          | 473                               |
|                   | Ingénieur en Chef de l'Armement (ICA)                            | Moins de deux ans de grade                                       | Architecte technique au sein d'un programme d'armement | Lieutenant-colonel               | 473                               |
|                   | Ingénieur principal de l'Armement (IPA)                          | Ingénieur principal de l'Armement (IPA)                          | Architecte technique au sein d'un programme d'armement | Commandant                       | 136                               |
|                   | Ingénieur de l'Armement (IA)                                     | 4e et 5e échelon de solde                                        | Jeune ingénieur de l'armement en poste | Capitaine                        | 166                               |
|                   | Ingénieur de l'Armement (IA)                                     | 2e et 3e échelon de solde                                        | Ingénieur de l'armement issu de l'École polytechnique, en école d'application | Lieutenant                       | 166                               |
|                   | Ingénieur de l'Armement (IA)                                     | 1er échelon de solde                                             | Ingénieur de l'armement stagiaire recruté par concours externe | Sous-lieutenant                  | 166                               |

### Rémunération
Un ingénieur de l'armement débutant est placé au 4e échelon du grade d'ingénieur. Il touche une rémunération minimale d'environ 4 200 € (en 2020). En effet, il perçoit une solde indiciaire d'indice brut 617, soit 518 d'indice majoré (2 427 € mensuels), à laquelle il faut ajouter la part fonctionnelle de la prime de performance de 1 426 € mensuels et des indemnités pour charges militaires de 353 € mensuels pour un célibataire sans enfant. À cette rémunération s'ajoute la part variable de la prime de performances, d'au plus 13 718 € annuels.
La rémunération progresse ensuite en fonction du grade, des fonctions occupées, et de la situation familiale.
La réforme de la haute fonction publique prévoit un alignement des quatre grands corps techniques (Mines, Armement, Ponts, INSEE) sur la rémunération des administrateurs de l'Etat à partir de 2025,.

## Quelques Ingénieurs de l'Armement
Liste d’ingénieurs de l’armement, classés par promotion croissante, avec l'indication des fonctions qu'ils ont exercées :
- Henri Ziegler X 1926, SupAéro 1931, pilote d'essai, grand résistant (il fut chef d'état-major des FFI), directeur général d’Air France, directeur de Breguet et de la SNIAS, responsable du programme Concorde, considéré comme l'un des pères fondateurs d'Airbus, il fut le premier gérant du GIE Airbus ;
- Jacques Maillet, X 1931, grand résistant, compagnon de la Libération ;
- André Gempp, X 1939, concepteur du Redoutable, premier sous-marin nucléaire français.
- Roger Béteille X 1940, initiateur puis directeur technique du programme Airbus A300 après avoir dirigé les essais en vol de la Caravelle ; membre fondateur de l'Académie de l'air et de l'espace.
- Serge Dassault X 1946, SupAero 1951, président du groupe Dassault, sénateur, propriétaire de journaux, maire de Corbeil-Essonnes de juin 1995 à juin 2009, fils de Marcel Bloch dit Dassault (SupAero 1913), fondateur du groupe du même nom ;
- Henri Martre X 1947, Délégué général pour l'armement de 1977 à 1983, puis président de l'Aérospatiale ;
- René Audran X 1950, assassiné en 1985 par le groupe terroriste anarchiste Action directe dans ses fonctions de directeur des relations internationales de la délégation générale pour l'Armement ;
- Michel-Henri Carpentier X 1950, ENSA 1955 et ESE 1956, ingénieur et scientifique ;
- Michel Carayol X 1954, ingénieur au CEA, acteur clé de la mise au point de la « bombe H » en France ;
- Yves Sillard X 1955, SupAero 1960, directeur général du CNES de 1976 à 1982, président de l'IFREMER de 1982 à 1988, Délégué général pour l'armement de 1988 à 1993 ;
- Serge Tchuruk X 1958, président du groupe Total puis d'Alcatel Lucent ;
- Frédéric d'Allest X 1961, responsable du programme Ariane, directeur général du CNES et président d'honneur d'Arianespace ;
- Jean-Paul Gillybœuf X 1962, Supaéro, Inspecteur général des armées ;
- François Lureau X 1963, SupAero 1968, premier directeur du programme d'hélicoptère de combat Tigre, directeur général « opérations » de Thales, Délégué général pour l'armement de 2004 à 2008 ;
- Pierre-Henri Gourgeon X 1965, SupAero 1970, ancien directeur général de l'Aviation civile, puis président du groupe Air France-KLM ;
- Laurent Collet-Billon SupAero, Délégué général pour l'armement de 2008 à 2017 ;
- Jean-Paul Herteman X 1970, SupAero 1975, ancien président du directoire du groupe Safran et président du GIFAS ;
- Hervé Guillou, X1972, président directeur général de Naval Group de 2014 à 2019, vice-président du Conseil général de l'armement depuis 2020 ;
- Joël Barre, X1974, Supaéro, directeur général délégué du Centre national d'études spatiales en 2012, délégué général pour l'armement en 2017, délégué interministériel au nouveau nucléaire (DINN) depuis 2022 ;
- Olivier Zarrouati, X 1977, SupAéro 1982, président du directoire de Zodiac Aerospace ;
- Yves Demay, X 1977, docteur en physique, directeur général de l'École polytechnique jusqu'en 2016 ;
- Jean-François Clervoy, X 1978, SupAero 1983, spationaute de l'ESA ayant effectué trois missions sur la navette spatiale américaine, président de Novespace ;
- Michel Bouvet, X 1978, ENSTA ParisTech, directeur général du groupe Yncréa ;
- Laurent Giovachini, X1980, numéro 2 de Sopra Steria depuis 2015, vice-président du Conseil général de l'armement entre 2016 et 2020 ;
- Philippe Jost, X1980, directeur de la reconstruction de Notre-Dame de Paris à partir de 2023, ancien directeur général adjoint de la DGA[41] ;
- Bernard Fontana, X1981, ENSTA ParisTech, président directeur général de Framatome depuis 2015 ;
- Monique Legrand-Larroche, X 1982, première femme à accéder au grade de général quatre étoiles, puis cinq étoiles, directrice de la maintenance aéronautique entre 2018 et 2022, puis inspectrice générale des Armées - Armement ;
- Marwan Lahoud, X 1983, SupAéro, directeur de la stratégie du groupe Airbus jusqu'en 2017, président du directoire d'ACE Management depuis janvier 2020 ;
- Pierre Eric Pommellet, X1984, président-directeur général de Naval Group depuis mars 2020 ;
- François Bouchet, X1986, directeur général de l'École polytechnique à partir de 2017 ;
- Antoine Joux, X1986, cryptologue lauréat du prix Gödel et titulaire de la chaire Informatique et sciences numériques au Collège de France depuis 2022 ;
- Guillaume Faury, X1987, Supaéro, directeur général d'Airbus depuis 2019 après avoir été président d'Airbus Helicopters ;
- Nicolas Chamussy, X1987, directeur général de Nexter depuis 2021 ;
- Bruno Even, X1987, président d'Airbus Helicopters après avoir été président de Safran Helicopter Engines ;
- Luc Rémont, X1988, président directeur général d'EDF à partir de 2022 ;
- Thomas Courbe, SupAéro 1992, Directeur général des entreprises depuis 2018 après avoir été directeur général adjoint de la DG Trésor ;
- Guillaume Poupard, X1992, directeur-général de l'Agence nationale de la sécurité des systèmes d'information ;
- Virginie Rozière, X1997, ENSTA ParisTech, députée européenne et conseillère régionale d'Occitanie ;
- Anne Ducarouge, X1998, championne du monde de vol à voile ;
- Morgane Riou, X2006, docteur en neurosciences, triple championne d'Europe de cross-triathlon, cross-duathlon et XTERRA ;
- Arnaud Prost, X2012, astronaute, ancien pilote de chasse d'essais à la DGA.

## Promotions des Ingénieurs de l'Armement
- IA 2022 : promotion Ingénieur général Yves Sillard
- IA 2021 : promotion Ingénieur général Jacques Chevallier
- IA 2020 : promotion Ingénieur général René Audran
- IA 2019 : promotion Henri Ziegler
- IA 2018 : promotion Roger Baudoin
- IA 2017 : promotion Ingénieur général André Gempp
- IA 2016 : promotion Général Gustave Ferrié
- IA 2015 : promotion Lazare Carnot
- IA 2014 : promotion Ingénieur général Henri Dupuy de Lôme
- IA 2013 : promotion Général Jean Estienne
- IA 2012 : promotion Sébastien Le Prestre de Vauban